# Nick Kaulfers
Nick Kaulfers (* 3. April 2008) ist ein deutscher Fußballspieler. Er steht bei der SpVgg Unterhaching unter Vertrag.

## Karriere
Kaulfers durchlief die Jugendabteilung des Münchner Vorstadtklubs Spielvereinigung Unterhaching. Am 32. Spieltag der Drittligasaison 2023/24, drei Tage nach seinem 16. Geburtstag, stand er beim 1:6 gegen den SV Waldhof Mannheim zum ersten Mal im Profikader und wurde in der 89. Spielminute für Patrick Hobsch eingewechselt. Kaulfers ist damit der jüngste Drittligaspieler der Geschichte – gemeinsam mit seinem Teamkollegen Gibson Adu, der bei seinem Debüt ebenfalls 16 Jahre und drei Tage alt war.